# Партай, Густав Фридрих
Густав Фридрих Партай (27 октября 1798, Берлин — 2 апреля 1872, Рим) — германский филолог, книгопродавец, историк искусства.

## Биография
Густав Фридрих Партай родился в семье советника финансового ведомства; его семья была очень богатой. Окончил гимназию Грауэн-Клостер в Берлине, затем изучал философию и филологию в Берлинском и Гейдельбергском университетах, степень доктора философии получил в 1820 году. После завершения обучения совершил научные поездки по ранции, Англии, Италии, Греции, Египту и Палестине. 
В 1824 году женился, с 1825 года снова жил в Берлине. В 1857 году Густав Фридрих Партай стал членом Берлинской академии наук. Управлял книжным магазином деда по матери Фридриха Кристофа Николаи (с 1825 года, когда умер его отец), частным образом занимался историческими и художественными исследованиями, публиковал свои статьи в научных изданиях, занимался сбором старинных книг.
Главные работы: «Siciliae antiquae tabula» (1834), «Wanderungen durch Sicilien und die Levante» (1834—40), «Das alexandrinische Museum» (1837), «Mirabilia Romae» (1869).